# Alan Hellaby
Sir Frederick Reed Alan Hellaby (21 de dezembro de 1926 - 19 de maio de 2001) foi um empresário da Nova Zelândia. Ele foi diretor administrativo da R. & W. Hellaby, uma grande empresa do setor das carnes co-fundada pelo seu avô Richard Hellaby. No Queen's Birthday Honors em 1981, ele foi nomeado Knight Bachelor, pelos serviços prestados à indústria da carne e à comunidade.
Hellaby morreu de cancro no intestino em Auckland a 19 de maio de 2001.